# Lijst van wapens van voormalige Utrechtse gemeenten
Dit artikel bevat een lijst van wapens van voormalige Utrechtse gemeenten. De lijst is alfabetisch gesorteerd.

## A

Wapen van Abcoude
Wapen van Abcoude-Baambrugge
Wapen van Abcoude-Proostdij
Wapen van Achttienhoven
Wapen van Amerongen

## B

Wapen van Baarn (1818)
Wapen van Baarn (1867)
Wapen van Benschop
Wapen van Breukelen (1818)
Wapen van Breukelen {1949}
Wapen van Breukelen-Nijenrode (officieus)
Wapen van Breukelen-Sint Pieters
Wapen van Bunnik

## C

Wapen van Cothen

## D

Wapen van Darthuizen
Wapen van De Vuursche
Wapen van Doorn
Wapen van Driebergen
Wapen van Driebergen-Rijsenburg

## E

Wapen van Everdingen

## H

Wapen van Haarzuilens
Wapen van Hagestein
Wapen van Harmelen
Wapen van Hoenkoop
Wapen van Hoogland
Wapen van Houten (1816)
Wapen van Houten (1928)

## I

Wapen van Indijk

## J

Wapen van Jaarsveld
Wapen van Jutphaas

## K

Wapen van Kamerik
Wapen van Kockengen

## L

Wapen van Langbroek
Wapen van Leersum
Wapen van Linschoten
Wapen van Loenen (1816)
Wapen van Loenen (1972)
Wapen van Loenersloot
Wapen van Loosdrecht tot 1957
Wapen van Loosdrecht 1957 - 2002
Wapen van Lopik plaats
Wapen van Lopik 1948 – 1990

## M

Wapen van Maarn
Wapen van Maarssen 1818 - 1950
Wapen van Maarssen 1950-2011
Wapen van Maarsseveen
Wapen van Maartensdijk
Wapen van Mijdrecht

## N

Wapen van Nigtevecht
Wapen van Noord-Polsbroek

## O

Wapen van Odijk Niet officieel
Wapen van Oudenrijn

## P

Wapen van Polsbroek

## R

Wapen van Rijsenburg
Wapen van Ruwiel

## S

Wapen van Schalkwijk
Wapen van Snelrewaard
Wapen van Sterkenburg
Wapen van Stoutenburg

## T

Wapen van Tienhoven

## V

Wapen van Vianen
Wapen van Vinkeveen
Wapen van Vinkeveen en Waverveen
Wapen van Vleuten
Wapen van Vleuten-De Meern per 1958
Wapen van Vleuten-De Meern per 1961
Wapen van Vreeland (1818)
Wapen van Vreeland
Wapen van Vreeswijk

## W

Wapen van Waarder
Wapen van Waverveen
Wapen van Werkhoven
Wapen van Westbroek
Wapen van Willeskop
Wapen van Willige Langerak
Wapen van Wilnis

## Z

Wapen van Zegveld
Wapen van Zuilen
Wapen van Zuid-Polsbroek